# Waldir Sáenz
Pour les articles homonymes, voir Sáenz.
Waldir Alejandro Sáenz Pérez (né le 15 mai 1973 à Lima au Pérou) est un joueur de football international péruvien, qui évoluait au poste d'attaquant.
Avec 176 buts marqués en 1re division péruvienne entre 1992 et 2008, il en est le troisième meilleur buteur de tous les temps derrière Sergio Ibarra (274) et Oswaldo Ramírez (195).

## Biographie

### Carrière en club
Idole de l'Alianza Lima, Waldir "Wally" Sáenz en est le meilleur buteur historique avec 178 buts. Quatre fois champion du Pérou avec ce club (voir palmarès), il en termine meilleur buteur en 1993 et 1996. Du reste, il inscrit avec l'Alianza Lima sept buts en 32 matchs de Copa Libertadores. 
En 2009, il devient champion de 2e division avec le Sport Boys. Il prend sa retraite sportive en 2013 en jouant pour le Walter Ormeño.

### Carrière en sélection
International péruvien, Waldir Sáenz joue 27 matchs (pour trois buts inscrits) entre 1993 et 2000. 
Il figure dans le groupe des sélectionnés lors des Copa América de 1993 et 1997, dernière compétition où le Pérou se hisse en demi-finales. Il participe également à la Gold Cup de 2000, où le Pérou atteint aussi le dernier carré.
Sáenz joue également quatre matchs comptant pour les tours préliminaires de la coupe du monde 1998.

#### Buts en sélection
| Buts en sélection de Waldir Sáenz | Buts en sélection de Waldir Sáenz | Buts en sélection de Waldir Sáenz | Buts en sélection de Waldir Sáenz | Buts en sélection de Waldir Sáenz | Buts en sélection de Waldir Sáenz | Buts en sélection de Waldir Sáenz |
|                                   | Date                              | Lieu                              | Adversaire                        | Score                             | Résultat                          | Compétition                       |
| --------------------------------- | --------------------------------- | --------------------------------- | --------------------------------- | --------------------------------- | --------------------------------- | --------------------------------- |
| 1.                                | 13 juillet 1993                   | Estadio Nacional, Lima (Pérou)    | Uruguay                           | 1-2                               | 1-2                               | Amical                            |
| 2.                                | 17 août 1994                      | Lima (Pérou)                      | Équateur                          | 2-0                               | 2-0                               | Amical                            |
| 3.                                | 19 février 2000                   | Orange Bowl, Miami (États-Unis)   | Honduras                          | 5-3                               | 5-3                               | GC 2000                           |

## Palmarès

### En club
| Alianza Lima - Championnat du Pérou (4) : - Champion : 1997, 2001, 2003 et 2004. - Meilleur buteur : 1993 (31 buts) et 1996 (20 buts, ex aequo avec Adrián Czornomaz). |  | Sport Boys - Championnat du Pérou D2 (1) : - Champion : 2009. |

### Records
- Meilleur buteur de l'histoire de l'Alianza Lima (178 buts).